# Azād Kuh
L'Azād Kuh est un sommet en Iran culminant à 4 355 mètres d'altitude dans la chaîne de l'Elbourz.